# Welicoruss
WelicoRuss är ett ryskt metalband som spelar symfonisk black metal. Bandet startades upp 2001 som ett soloprojekt, men är sedan 2005 ett helt band.

## Medlemmar
Nuvarande medlemmar
- Alexey "WelicoRuss" Boganov (Алексей Боганов) – gitarr, sång (2002– )
- Ilya "Ilyas" Tabachnik – trummor (2015– )
- Tomaš Magnusek – basgitarr (2018– )
- Filip Rabenseifner – gitarr (2023– )

Tidigare medlemmar
- Ivan "DD" Potemkin (Иван Потёмкин) – trummor (2002–2006)
- DarkLight (Anton Lorentz / Антон Лоренц) – gitarr (2002–2005)
- PaulAric (Pavel Filyuhin / Павел Филюхин) – sång, keyboard (2003–2009)
- DIZHarmony (Alexander Golovin / Александр Головин) – basgitarr (2003–2009)
- Mort – gitarr (2005–2006)
- Elias (Ilya Chursin / Илья Чурсин) – trummor (2006–2013)
- Vixen – gitarr (2006–2008)
- Sower (Maxim Severniy / Максим Северный) – sologitarr (2008–2013)
- Barmaley – basgitarr (2009–2010)
- Demid (Dmitriy Polyanskiy) – keyboard (2009)
- Alex (Alexey Boldin / Алексей Болдин) – basgitarr (2010–2013)
- Sens (Boris Voskolovich / Борис Восколович) – keyboard (2010–2013)
- Dmitriy Zhikharevich (Дмитрий Жихаревич) – basgitarr (2013–2017)
- Artiller (David Urban / Давид Урбан) – trummor (2014–2015)
- Gojko Marić (Гойко Марич) – gitarr (2013–2019)

## Diskografi
Demo
- Wintermoon Symphony (2002) (2002)
- WinterMoon Symphony (2006) (2006)

Studioalbum
- Зимняя лунная симфония (2008)
- Аз есмь (2015)
- Siberian Heathen Horde (2022)

EP
- WinterMoon Symphony (Promo) (2008)
- Апейрон (2009)

Singlar
- "Карна" (2011)